# Estrella Ortiz
María Estrella Ortiz  (Guadalajara, 1959) es una cuentacuentos y escritora española. Es también una de las impulsoras del Maratón de los Cuentos de Guadalajara.

## Biografía
Nació en 1959 en Guadalajara. Inicia su andadura profesional como maestra y actriz, y ha sido uno de los miembros creadores de la compañía de teatro profesional Fuegos Fatuos. Comenzó a trabajar en la narración oral en 1983 a través de la Biblioteca Pública de Guadalajara, y desde entonces se ha dedicado a la animación de la lectura y la creación literaria de cuentos. En sus narraciones orales para niños y niñas es conocida como Rotundifolia. Su labor creativa se asienta sobre la animación a la lectura y la investigación de la palabra oral en sus fronteras con la música y la imagen. Ha realizado dos exposiciones de poesía visual: Desde todos los puntos y Cuaderno de olas.

## Obra
- Sol Solito. Libro de tela de la colección Cántame un cuento. Editorial Totopo Brown. Guadalajara, 2018.
- Tres Ovejas. Libro de tela de la colección Cántame un cuento. Editorial Totopo Brown. Guadalajara, 2017.
- Luna Lunera. Libro de tela de la colección Cántame un cuento. Editorial Totopo Brown. Guadalajara, 2016.
- Cinco lobitos. Libro de tela de la colección Cántame un cuento. Editorial Totopo Brown. Guadalajara, 2016.
- Las cuatro canciones. Editorial La Guarida Ediciones. Salamanca, 2015. Con Ilustraciones de Carmen Queralt.
- El cerezo. Editorial La Fragatina. Huesca, 2015. Ilustraciones de Carles Ballesteros.
- La mariposa. Editorial La Fragatina. Huesca, 2015. Ilustraciones de Carles Ballesteros.
- Todo en su lugar. Editorial Amanuta. Chile, 2015. Ilustraciones de Paloma Valdivia.
- Colores. Editorial Amanuta. Chile, 2015. Ilustraciones de Paloma Valdivia.
- Al escondite. Editorial La Fragatina. Huesca, 2015. Ilustraciones de Carles Ballesteros.
- Regalos. Editorial La Fragatina, Huesca, 2015. Ilustraciones de Carles Ballesteros.
- De paseo. Editoriales Amanuta (Chile) y La Fragatina (España), 2014. Ilustraciones de Paloma Valdivia. (Publicado también en Scholastic (EE. UU.), Colombia y Argentina, 2015)
- Cada oveja con su pareja. Editoriales Amanuta (Chile) y La Fragatina (España), 2014. Ilustraciones de Paloma Valdivia. (Publicado también en Scholastic (EE. UU.), Colombia y Argentina, 2015)
- Contar con la poesía. Editorial Palabras del Candil. Guadalajara, 2014.
- Cuaderno de olas. Caracolas y palabras. Una Golondrina Ediciones. Guadalajara, 2014. (Ilustraciones de la autora).
- Contar con los cuentos. Editorial Ñaque. Ciudad Real, 2002. 2º edición con Editorial Palabras del Candil. Guadalajara, 2009.
- Los inventores de cuentos (con Ana G.ª Castellano, Carles Cano, Xavier P. Docampo, Ernesto R. Abad). Editorial Alfaguara. 6.ª edición, Madrid, 2009.
- El Libro de los arrullos. Mi primer abrazo de palabras (con Elena Revuelta y Luisa Borreguero). Publicaciones de Castilla-La Mancha, Toledo 2007. Antología de juegos de falda tradicionales, fue un regalo institucional dentro de la campaña “Con un libro bajo el brazo” para todos los niños y niñas nacidas en Castilla-La Mancha.
- Un cuento de dedos. Editorial Palabras del Candil, Guadalajara 2007. Fotografías de Consuelo Ortiz.
- La vida en blanco. Ediciones del Cu(rru)co. Guadalajara, 2007. (Autoedición, poema visual con ilustraciones de la autora).

20 OBRAS

## Colaboraciones
- Discípulas de Gea. Autoras: 36 mujeres artistas. Inventa Editores. Guadalajara, 2017. (Colaboración: poema Déjate caer).
- Pomporerás y Palmalitóyas o el increíble combate entre la poesía tradicional y la experimental. Autores: Roberto Mezquita y Jon Andoni Goikoetxea. Editorial LUPI. Sestao, 2016. (Colaboración: el prólogo).
- Las historias de misterio en Europa. Actas del Seminario Misterios de Europa. Edita Seminario de Literatura Infantil y Juvenil de Guadalajara, 2013. VVAA. (Con la aportación, en representación de España, de El juego de desaparecer).
- Cuentos para dormir y soñar. Libro de lecturas para antes de acostar. Selección de textos: Susana Martínez. VVAA. Editorial SM. Madrid, 2012. (Con la aportación del poema El chapuzón de la ballena).
- Palabras por la lectura. Ediciones de Castilla-La Mancha. Toledo, 2007. Edición al cuidado de Javier Pérez Iglesias. VVAA. (Aportación: Árboles: leer, amar y plantar).
- Fragmentos de entusiasmo. Poesía visual en España (1964-2006). VVAA.Ed Ayuntamiento de Guadalajara, 2007. Una Antología de Poesía Visual en España. VVAA. (Aportación: la pieza Punto G, incluida en la exposición Desde todos los puntos).
- El regalo de cumpleaños. Lecturas 2º Primaria. VVAA. Editorial SM. Madrid, 2007. (Con la aportación del cuento Cuchaquita, Cuchapón y Señora Bruja).
- Libro de Lecturas para alumnos de 3º y 4º de Primaria. Selección de textos realizada como miembro del Seminario de Literatura Infantil y Juvenil de Guadalajara. VVAA. Editorial SM. Madrid, 2006.
- Pajarito sin cola. Antología de la Literatura infantil en Castilla-La Mancha. VVAA. Edita Publicaciones de Castilla-La Mancha. Toledo, 2006. Edición al cuidado de Francisco Gómez Porro. (Con la aportación del cuento: Colorín Colorado).
- Baús e chaves da narraçao de historias. Florianópolis, Brasil: SESC/SC, 2004. VVAA. Organizaçao de Gilka Girardello. Edición en portugués. (Con la aportación del texto Leer, contar, recitar).